# Cypselea
Cypselea ist eine Pflanzengattung aus der Familie der Mittagsblumengewächse (Aizoaceae). Der botanische Name der Gattung leitet sich vom griechischen Wort κνψελη (kypsele) für ‚Bienenkorb‘ ab und verweist auf die Form der Fruchtkapseln.

## Beschreibung
Die Arten der Gattung Cypselea sind einjährige bis ausdauernde krautige Pflanzen mit grundsätzlich niederliegenden, manchmal kriechenden Zweigen von bis zu 8 Zentimeter Länge. Es wird eine Pfahlwurzel von bis zu 4 Millimeter Durchmesser, die faserige Wurzeln besitzt, gebildet. Die Verzweigung erfolgt sympodial. Die oberirdischen Pflanzenteile sind kahl. Die gegenständigen Laubblätter sind gestielt. Die kahlen, flachen Blattspreiten sind verkehrt-eiförmig bis elliptisch mit glatten Blatträndern und die eines Paares sind unterschiedlich. Die beiden lacinate bis schlanke Nebenblätter eines Paares unterscheiden sich deutlich in ihrer Größe, sie sind miteinander verwachsen und umhüllen die Blattbasis.
Die einzelnen Blüten erscheinen endständig, werden jedoch durch einen der Seitentriebe überragt. Es sind laubblattähnlich Tragblätter und trockenhäutige, ausgefranste Deckblätter vorhanden. Die unauffälligen Blüten weisen einen Durchmesser von 2 bis 3 mm auf. Die vier bis fünf Perigonblätter sind an ihrer Basis glockenförmig miteinander verwachsen und tragen an ihrer Spitze keine verlängerten Anhängsel. Die zwei bis fünf Staubblätter sind alternitepal angeordnet. Meist zwei Fruchtblätter sind zu einem mittelständigen, eiförmigen bis kugeligen Fruchtknoten verwachsen, der während der Blütezeit deutlich gekammert ist. Es sind zwei Griffel vorhanden.
Die ringförmig aufreißenden Kapselfrüchte enthalten zahlreiche, etwa 150, mehr oder weniger nierenförmige, braune Samen. Der schmale Arillus bleibt an der Plazenta erhalten.

## Systematik und Verbreitung
Die Gattung Cypselea ist auf den Antillen, auf den Bahamas, auf Kuba, in Paraguay sowie in den Vereinigten Staaten in den Bundesstaaten Kalifornien, Florida und Louisiana verbreitet. Die Arten wachsen auf austrocknendem Sumpfland, an gestörten, feuchten Orten entlang der Küsten und sandigem Kiefernland.
Die Erstbeschreibung erfolgte 1806 durch Pierre Jean François Turpin. Die Gattung Cypselea gehört zur Unterfamilie Sesuvioideae innerhalb der Familie der Mittagsblumengewächse. Die Typusart ist Cypselea humifusa. Ein Synonym der Gattung ist Radiana Raf.
Nach Heidrun Hartmann umfasst die Gattung Cypselea folgende Arten:
- Cypselea humifusa Turpin
- Cypselea meziana K.Müll.
- Cypselea rubriflora Urb.

2017 wurde vorgeschlagen die drei Arten in die Gattung Sesuvium als Sesuvium humifusum (Turpin) Bohley & G.Kadereit, Sesuvium mezianum (K.Müll.) Bohley & G.Kadereit und Sesuvium rubriflorum (Urb.) Bohley & G.Kadereit einzugliedern.

## Nachweise